# Köcherbaumwald
Der Köcherbaumwald (afrikaans Kokerboom Woud; englisch Quiver Tree Forest) ist ein 1955 zum nationalen Denkmal erklärtes Gebiet nordöstlich von Keetmanshoop im Süden Namibias, in dem etwa 250–300 Köcherbäume (Aloe dichotoma) stehen. Der Köcherbaum ist hauptsächlich in den Halbwüsten Namibias und im nordwestlichen Teil Südafrikas anzutreffen und wächst sonst eher vereinzelt; Pflanze und Wald stehen unter Naturschutz.
Die Ansammlung der vermutlich 200–300 Jahre alten und um die fünf Meter hohen Aloen des „Köcherbaumwalds“ befindet sich auf dem Gelände der Farm „Gariganus“ an der Straßengabelung der M29 und C17. Benachbart ist die bizarre Felslandschaft „Spielplatz der Riesen“, ein Lehrbuchbeispiel für Blockverwitterung und Wüstenlack.
Ein weiterer Köcherbaumwald, der zwar kein Nationaldenkmal, jedoch mit mehr als 5000 Pflanzen deutlich größer ist, befindet sich nur wenige Kilometer entfernt auf „Farm Mesosaurus“. Ein weiterer Köcherbaumwald befindet sich unweit nordwestlich auf „Farm Garas“.